# Бобринецька районна рада
Бобринецька райо́нна ра́да — районна рада Бобринецького району Кіровоградської області. Адміністративний центр — місто Бобринець.

## Склад ради
Загальний склад ради: 26 депутатів.

### Голова
Гадемська Олена Антонівна (нар. 1965) — голова райради від 11.11.2015, безпартійна.